# Norang meori 2
Série
Norang meori
(1999)
Pour plus de détails, voir Fiche technique et Distribution.
Norang meori 2 (노랑머리 2) est un film sud-coréen réalisé par Kim Yu-min, sorti le 21 juillet 2001. Il fait suite à Norang meori sorti en 1999.

## Synopsis
J (ou Jae), est transgenre et travaille comme courrier la journée et chanteuse de club le soir. Elle tombe folle amoureuse d'un joueur de baseball. Se trouvant face à une désapprobation tenace de la part de ses parents, elle s'enfuit un soir dans une épicerie de quartier. Y (ou Wy) est une fille travaillant dans ce magasin, et est souvent victime d'abus de la part de ses patrons. Le seul but de sa vie est de gagner de l'argent et devenir une actrice connue. R est un étudiant en école de cinéma qui erre en ville avec son caméscope pour réaliser un documentaire. Il rentre dans le magasin de Y et voit J en train de frapper la tête du patron de Y avec une bouteille. Trois personnes ne se connaissant absolument pas, s'enfuient ensemble pour apparemment aucune raison, et leurs vies deviennent liées à tout jamais.

## Fiche technique
- Titre : Norang meori 2
- Titre original : 노랑머리 2
- Titre anglais : Yellow Hair 2
- Réalisation : Kim Yu-min
- Scénario : Kim Yu-min
- Production : Yu Jae-hak
- Musique : Kim Shin
- Photographie : Lee Kang-min et Kim Dong-eun
- Montage : Inconnu
- Pays d'origine : Corée du Sud
- Langue : coréen
- Format : Couleurs - 1,85:1 - Dolby Digital - 35 mm
- Genre : Drame
- Durée : 102 minutes
- Date de sortie : 21 juillet 2001 (Corée du Sud)

## Distribution
- Shin Yi : Wy
- Ha Ri-su : Jae
- Choi Jeong-woo
- Yun Chan
- Park Je-hyeon
- Ju Bu-jin